# 懸疑音樂
懸疑音樂，指以懸疑故事為背景的音樂，被廣泛用於偵探、恐怖類的遊戲、動畫、電影、電視等視像媒體之中。懸疑音樂用於凝造整個故事的懮鬱氣氛，形成緊張情緒，令人不安。

## 相關作品
- 生化危機
- 鬼屋魔影
- 逆轉裁判
- 午夜凶鈴
- 金田一少年事件簿
- 名偵探柯南